# 牧野镇
牧野乡，是中华人民共和国河南省新乡市牧野区下辖的一个乡镇级行政单位。

## 行政区划
牧野乡下辖以下地区：
天太社区、西牧村、东牧村、新牧村、尚村、十里铺村、丰乐里村、西曲里村、张辛庄村、后辛庄村、前辛庄村、东黑堆村、西黑堆村、玉河村、尚庄村、朱庄屯村、大朱庄村、小朱庄村、小杨庄村、白小屯村、杨岗村和茹岗村。